# Dominik Henn

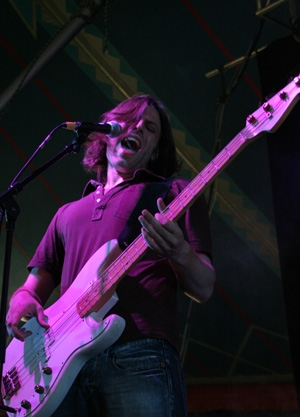
Dominik Henn @ SouthSide-Festival 2006

Dominik Henn (* 26. November 1976 in Würzburg) ist ein deutscher Musiker. Aktuell ist er Bassist der Band DOSIS.

## Werdegang

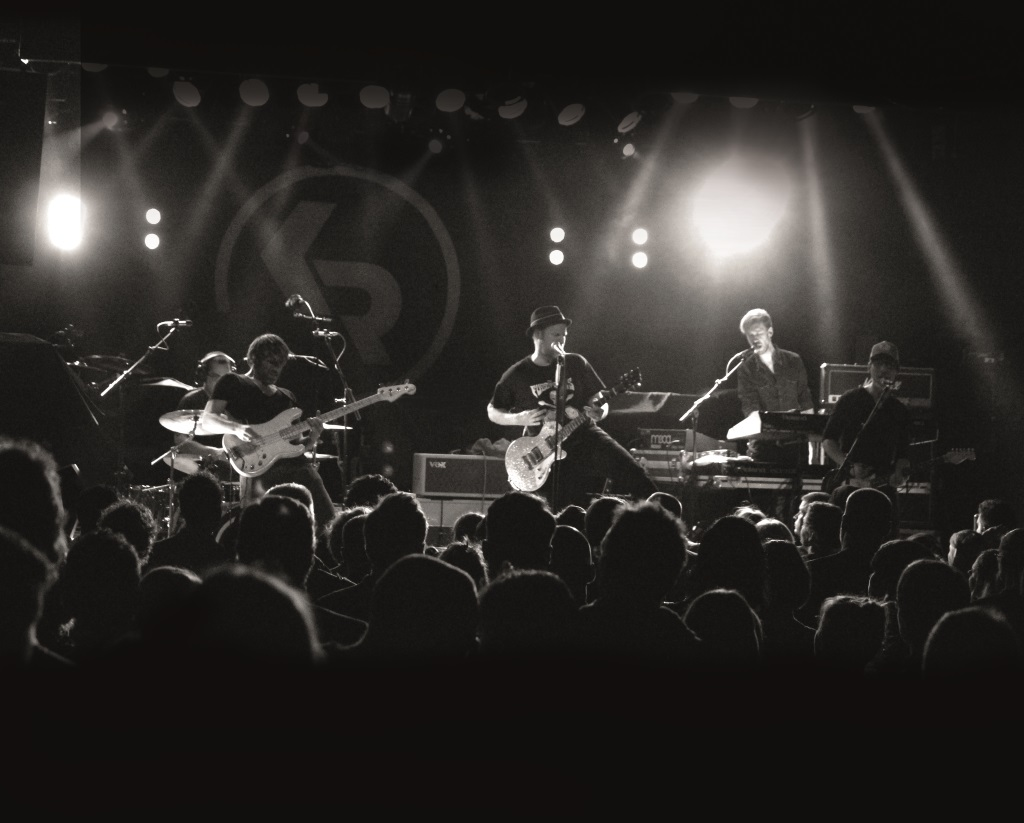
Mit Kensington Road im SO36 in Berlin 2015

Er war 1995 zusammen mit Dirk Weidner Gründungsmitglied der Würzburger Grunge-Band DOSIS und einer der beiden Bassisten des Experimental-Projekts „penicillin“. Nach dem Umzug nach Berlin im Jahre 2002 gehörte er bis 2008 der Berliner Alternative-Rock-Band Photonensurfer (Motor Music) an. In der gesamten Zeit spielte er mehrere Touren (u. a. als Support von Elbow (Dez. 2005) und bei der Europatour von Third Eye Blind (Sept. 2017) ), im Vorprogramm von Künstlern wie Peter Maffay (2017) und Starsailor (2015) und Festivals (u. a. Southside und Hurricane (2006), Umsonst und Draußen (Würzburg) (1996)). Im Januar und Februar 2012 tourte er mit der Berliner Noise-Rock-Band „20-Meter Breit“ durch Neuseeland. Von 2015 bis Frühjahr 2024 war er Mitglied der Band Kensington Road. Nach deren Trennung formierte sich DOSIS in Berlin mit einem neuen Schlagzeuger wieder. Seitdem arbeitet er mit der Band an neuem Material und bereitet sich auf erste Studioaufnahmen vor.
Eine Liste der Bands
- 1995–1998 Dosis[7]
- 1996–1998 penicillin
- 2002–2006 Meprivate[9]
- 2004–2008 Photonensurfer
- 2012–2012 20 Meter Breit[8]
- 2015–2024 Kensington Road
- 2024–heute Dosis

## Mediographie

### Alben
penicillin
- 1996: Chaos im Kopf Session penicillin – Chaos im Kopf Session 1996

Photonensurfer

penicillin – Chaos im Kopf Session 1996

- 2006: Neue Weltordnung (Motor Music)

Kensington Road
- 2015: The White Noise EP
- 2018: LUMIDOR (Charts Platz 30[10])
- 2021: Sex Devils Ocean (Timezone) (Charts Platz 13[11])
- 2022: Live at Tiger & Turtle[12]
- 2024: Charlie is alive[13] (Timezone)

### TV
Kensington Road
- 11. Oktober 2021: Konzert für den WDR Rockpalast – Kensington Road auf dem Tiger & Turtle, Duisburg[14]